# Алекс Єсауленко
Алекс Єсауленко (англ. Alex Jesaulenko; нар. 2 серпня 1945, Зальцбург) — колишній гравець в австралійський футбол і тренер, який представляв Карлтон і Сент-Кілда у Вікторіанській футбольній лізі (ВФЛ) від 1960-х до 1980-х років.
Його вважають одним з найвизначніших гравців. Офіційна легенда Зали слави австралійського футболу. Він увічнив свою славу гравця, зробивши Мітку століття в Гранд-фіналі ВФЛ 1970. 2009 року газета The Australian занесла Єсауленка до свого списку 25 найвизначніших футболістів, які ніколи не вигравали медаль Браунлоу.

## Дитинство
Єсауленко народився в Зальцбурзі (Австрія). Його батько, Василь, був українцем і служив поліціянтом під час Другої світової війни. Його мати, Віра, народилася в Росії і пережила жах, коли побачила як її батька застрелили німецько-нацистські солдати. Її першу дитину, якій вона дала ім'я Алекс, нацисти забрали, коли вона була в гітлерівському таборі. Про долю цієї дитини стало відомо лише через понад 50 років.
Родина емігрувала до Австралії 1949 року і провела перші шість місяців життя в Центрі з прийому та навчання мігрантів Бонегілла. За словами Єсауленка, його прізвище потрібно було писати Есауленко, але імміграційні чиновники написали «Єсауленко» з літерою «J» спереду, думаючи, що вони чули «J» в його імені.
Звідти сім'я переїхала в Канберру, де Василь створив магазин як тесля-червонодеревець. Молодий Єсауленко пішов навчатися в коледж Святого Едмунда, потім у Telopea Park High, де грав у європейський футбол і регбі юніон. Лише в 14 років почав грати в австралійський футбол. Першим його клубом став Істлейк з міста Канберра.

## Ігрова кар'єра
Єсауленку приписують те, що він прищепив команді Істлейк культуру переможців. Після прориву в першу команду він швидко зарекомендував себе як зірка, зігравши за Істлейк три роки підряд у вищій лізі з 1964 по 1966 рік.

Перейшовши в Карлтон, Єсауленко так сказав у інтерв'ю газеті The Canberra Times:
Очевидно, що [Істлейк] виплекав культуру переможців. Мені пощастило зіграти за футбольний клуб, який був якраз на підйомі і запровадив новий тренувальний режим. Джордж Гарріс і його команда призначили нового тренера Рона Барассі, вони мали досвідчених гравців, а також набрали молодих бомбардирів … і я просто вписався в цю суміш.
Єсауленко переїхав до Мельбурна в листопаді 1966 року, і під час перших передсезонних зборів зрозумів наскільки високі вимоги ставив Барассі перед гравцями Карлтона: 
Тут був цей біснуватий, серйозний чоловік, який вимагав майстерності і досконалості. Я відразу зрозумів, що якщо я візьмусь за гру всерйоз, і якщо не намагатимусь стати найкращим, то матиму великі проблеми. Але трьох тренувальних матчів було достатньо, щоб зрозуміти, що ці хлопці грають не краще за мене, і лише від мене залежить чи зможу я сповна себе показати.
Єсауленко дебютував у ВФЛ в стартовому турі сезону 1967 проти клубу Фіцрой на стадіоні Прінсес парк, де він зробив 14 торкань і забив два голи, а команда перемогла з перевагою у 94 очки. У тому сезоні він став одним з чотирьох гравців, які виходили за Карлтон у кожній грі. У змаганні за медаль Браунлоу того сезону він посів третє місце з 15-ма голосами, позаду переможця Росса Сміта з Сент-Кілда (24 голоси) і Лорі Дааєра з Норт Мельбурн (17 голосів). Єсауленко ще зіграє за Карлтон у Гранд-фіналах чотирьох чемпіонатів вищої ліги — у 1968, 1970, 1972, 1979 роках. Єсауленко був обраний до всеавстралійської команди в 1969 і 1972 роках. Також йому належить і сумнівний рекорд за Карлтон: 5 голів і 12 позаду, проти Гоуторн в 1969 році.
Видовищний і популярний гравець Єсауленко був відомий завдяки його високим стрибкам, плинній грі знизу, чудовій стійкості на ногах і бомбардирським навичкам. Він забив 115 голів у сезоні 1970 року, побивши клубний рекорд, ставши першим (і станом на 2014 рік єдиним) гравцем, який забив за Карлтон понад 100 голів за сезон. Потім зіграв у знаменитому Гранд-фіналі ВФЛ 1970 проти Колінвуда. Перед рекордним натовпом 121 696 шанувальників на Мельбурн Крикет Граунд Карлтон надолужив 44-очкове відставання, яке було до перерви, і виграв з перевагою 10 очок.
Завдяки блискучим досягненням, Єсауленка визнав не лише футбольний світ; 30 грудня 1978 року він став членом (цивільного) Ордена Британської імперії за спортивну службу в царині австралійського футболу.
1979 року Єсауленко був граючим тренером команди прем'єр-ліги Карлтона, можливо, його кращий момент у футболі. «Джезза» був фактично останнім граючим тренером у ВФЛ, який виграв вищу лігу.
Єсауленко мав суперечки з Карлтоном в 1977 році. Згодом він пов'язав свою постійну присутність у клубі з тодішнім президентом клубу Джорджем Гаррісом. Наприкінці сезону 1979 Гарріса відсторонили від цієї посади і Єсауленко розірвав усі зв'язки з Карлтоном.

## Футбольний клуб Сент-Кілда
Автомобільний мільйонер і президент клубу Сент-Кілда Ліндсей Фокс уклав з Єсауленком угоду, за якою той почав виступати за Сент-Кілда від 1980 року. Спочатку був просто польовим гравцем, а потім став граючим тренером, коли після другого туру Фокс звільнив діючого тренера Майка Паттерсона. У сезоні 1980—1981 зіграв 23 гри і забив 20 голів, і залишився на наступний сезон на посаді тренера. Єсауленко перестав бути гравцем 16 травня 1981 року, після 8-го раунду. Він був останньою особою, яка була одночасно і капітаном і тренером у ВФЛ (Малколм Блайт був граючим тренером до 16 туру цього ж сезону, але протягом цього часу не був капітаном.)

## Пізні роки у футболі
Після відходу з Сент-Кілда Єсауленко вирушив на північ, щоб суміщати там позиції капітана і наставника команди Сендгейт у лізі австралійського футболу Квінсленда. Завершив кар'єру наприкінці 1984 року, коли Сендгейт програли в півфіналі
У першій половині сезону ВФЛ 1989 Карлтон лихоманило: між гравцями і тренером Робертом Воллзом не було майже жодного взаєморозуміння. Карлтону не вистачило однієї гри, щоб потрапити до Гранд-фіналу сезону ВФЛ 1988, але команда розпочала сезон 1989 року з п'яти поразок поспіль. Визначальним моментом став домашній програш команді Брисбен Беерс з різницею в три очки в 10-му раунді, Ворвік Каппер забив переможний гол після сирени. На цьому етапі команда була передостанньою в таблиці з двох перемогами і небезпекою «виграти» вперше в своїй історії Дерев'яну ложку. Воллза звільнили через кілька годин після матчу.
Єсауленко не був у Карлтоні вже майже десять років, а тут його призначили наглядаючим тренером на решту сезону. Під час своєї першої пресконференції після тренування в Прінсесс Парк перед матчем проти Сіднея, він здавався упевненим у відновленні успіху Карлтона:
Я не думаю, що повернутися до стану провідних команд займе дуже багато часу… Техніка може й трохи змінилася, але основи залишилися колишніми. Відтепер у Карлтоні ми будемо грати в базовий футбол.
Оптимізм Єсауленка, здавалося, передався гравцям Карлтона; вони перемогли Сідней з різницею у 28 очок і виграти шість ігор, завершивши сезон на восьмому місці. Очікували, що 1990 року команда поверне собі першість, але вона виграла лише п'ятдесят відсотків своїх ігор і Єсауленка замінив Девід Паркін. Востаннє його призначили на посаду тренера в клубі Кобург на сезон 1993 року. Це призначення стало повною катастрофою: леви програли всі вісімнадцять ігор під час серії поразок, яка складалась з тридцяти ігор в останні дні Вікторіанської футбольної Асоціації.

### «О Єсауленко, ти красава!»
Здатність Єсауленка робити мітки була, мабуть, найкраще підкреслена ефектною міткою над великим ракменом команди Колінвуд Гремом Дженкіном у Гранд-фіналі ВФЛ 1970. В коментарі Майк Вільямсон прокричав тепер вже знамениту фразу «О Єсауленко, ти красава!». Цю «спекі» багато хто визнає «міткою століття» і її першою офіційно визнали Міткою року; а медаль, яку вручають за це досягнення щорічно, має назву медаль Алекса Єсауленка. Єсауленко ж стверджував, що під час тієї гри він робив навіть кращі спекі. Він пізніше сказав: «фотографії зробили її класичною, ніби вона зроблена за інструкцією… Це було проти Коллінгвуда, в Гранд-фіналі, найбільший натовп вболівальників за історію, ракмен Грем заввишки шість футів і чотири дюйми. Я думаю, є якась містика в стоянні над ним зверху з витягнутими руками.» Цю мітку зобразив Джеймі Купер на картині Гра, яка зробила Австралію, за замовленням АФЛ в 2008 році, щоб відсвяткувати 150-річчя цього виду спорту.

## Післяфутбольні почесті
Коли Карлтон 1987 року створили свою Залу слави, то Єсауленко став одним із перших її членів. Також 1996 року він став інавгураційним членом Зали слави австралійського футболу, а в 2008 році піднявся до статусу легенди. 1996 року його названо гравцем флангу напівнападу в збірній століття АФЛ.
1997 року його вибрали офіційною легендою футбольного клубу Карлтон. Коли оголосили столітній склад команди Карлтон, то Єсауленко також потрапив на фланг напівнападу.
2002 року введений в Українську спортивну залу Слави.
20 жовтня 2010 року його включили в спортивну Залу слави Австралії.
У липні 2013 року Єсауленка названо капітаном Мультикультурної команди чемпіонів Австралії.